# Melpomena
Melpomena (grč. Μελπομένη, Melpomene) jedna je od devet Muza, Zeusova i Mnemozinina kći. Zaštitnica je tragedije (bez obzira na svoje veselo pjevanje).

## Etimologija
Melpomenino ime zapravo je particip grčke riječi μέλπειν, méelpein = "pjevati" te znači "pjevačica" ili "zbor".

## Mitologija
Njezini su atributi maska i koturni, čizme koje su tradicionalno nosili glumci u tragedijama. Bila je prikazivana i s nožem (često krvavim) ili palicom ili žezlom u jednoj ruci, a maskom u drugoj (ili pak s tragičnom maskom na licu). Na glavi nosi čempresovu krunu ili bršljanov vijenac.

## Vanjske poveznice
- Melpomena u klasičnoj literaturi i umjetnosti (engl.)